# Король Джон и епископ
«Король Джон и епископ» (англ. King John and the Bishop; Child 45, Roud 302) — английская народная баллада. Во второй половине XVII века много раз была напечатана в формате бродсайдов (лубочных листков): в 1655 году — Дж. Райтом, в 1670 году — Г. Пейсинджером и в 1685 — Деннисоном. Наиболее полный вариант содержался у П. Бруксби и был перепечатан в сборнике Pills to Melancholy в 1719 году. Похожую версию из найденной им рукописи Томас Пёрси опубликовал у себя в «Памятниках старинной английской поэзии». Фрэнсис Джеймс Чайлд в своём собрании приводит два её варианта.

## Сюжет
Король Джон исполняется зависти к богатству епископа (в другом варианте — аббата) Кентерберийского, и, вызвав того во дворец, обвиняет в измене. Церковник лишится всего имущества и своей головы, если за две недели не сможет дать ответ на три вопроса: сколько стоит король, за какое время можно объехать весь свет и, наконец, о чём правитель думает. Удручённый епископ, не найдя ответов среди мудрецов Оксфорда и Кембриджа, встречает очень похожего на него пастуха. Тот предлагает спасти его голову, и они меняются одеждой. Пастух прибывает во дворец, и король заново трижды спрашивает его. На первый вопрос пастух замечает, что король стоит на монету меньше того, за сколько был продан Иисус. В ответ на второй он говорит, что если не отставать от солнца и следовать за ним, то ровно за день можно объехать весь свет. Наконец, на третий вопрос пастух заявляет, что король думает, будто перед ним епископ, и раскрывает свою личность. Впечатлённый король прощает церковника и награждает пастуха.
Разгадывание с первого взгляда неразрешимых загадок также содержится в сюжете «Баллады о загадках» (англ. Riddles Wisely Expounded, Child 1). Мотив загадок глубоко укоренился в мировом и европейском фольклоре и встречается в скандинавском (норвежский вариант баллады Presten og klokkeren, Речи Вафтруднира), немецком, кельтском, славянском, турецком и романском народном творчестве.
Баллада описывает собирательные фольклорные образы короля и епископа, сформировавшиеся под влиянием таких реальных исторических событий как борьба Иоанна Безземельного (имя которого носит король в балладе) с архиепископом Кентерберийским Стефаном Лэнгтоном, а также конфликт Генриха II с Томасом Бекетом (XII век) и реформация в Англии, когда Генрих VIII в 1530 году казнил кардинала Уолси.
Готфрид Бюргер около 1784 года написал немецкое переложение баллады под названием Der Kaiser und der Abt («Император и аббат»). Пересказы сюжета были сделаны Джозефом Джейкобсом в его сборнике More English Fairytales 1894 года и Джеймсом Болдуином в книге Fifty Famous Stories Retold 1896 года.

## Русский перевод
Первый перевод на русский язык принадлежит Ф. Б. Миллеру («Англійские поэты въ біографіяхъ и образцахъ», Санкт-Петербург, 1875) под названием «Король и аббат. Старинная английская баллада».
Также на русский язык баллада была переведена Самуилом Яковлевичем Маршаком в 1914—1915 годах, и опубликована в екатеринодарской (сейчас — Краснодар) газете «Утро Юга» в 1918 году. В 1926 и 1936 годах Маршак перерабатывал балладу, в итоге убрав пять строф, переделав четверостишия в восьмистишия и фактически сделав переложение баллады. В этом варианте под названием «Король и пастух» баллада и стала наиболее известна. Первоначальный (полный) вариант перевода Маршака был опубликован в сборнике 1988 года «Английская и шотландская народная баллада» под редакцией Л.М. Аринштейна.